# پونیسیون دی براگا
پونیسیون دی براگا (به لاتین: Poncione di Braga) یک کوه در سوئیس است که در کانتون تیچینو واقع شده‌است. پونیسیون دی براگا ۲٬۸۶۴ متر بالاتر از سطح دریا واقع شده‌است.